# Manuel Gaspar Haro
Manuel Gaspar Haro (Malaga, 3 febbraio 1981) è un ex calciatore spagnolo, difensore.

## Carriera

### Club
Ha iniziato a giocare a livello professionistico nella seconda squadra della sua città, il Malaga B, trascorrendo poi due anni in Segunda División con un'altra squadra andalusa, l'UD Almería.
Nel 2006-2007, con il Levante UD ritorna alla massima serie, retrocedendo con la squadra valenciana la stagione successiva.
Nel luglio del 2008 Manolo torna a Malaga. È praticamente assente in tutte le partite di inizio stagione, accumulando una costante frequenza in campo solo nella fase finale della stagione.